# Niquelândia
Niquelândia este un oraș în Goiás (GO), Brazilia.